# 吉岡定点
吉岡定点（よしおかていてん）は、北海道松前郡福島町館崎（たてさき）にある北海道旅客鉄道（JR北海道）北海道新幹線・海峡線青函トンネル内に設置された保守・避難施設である。

## 概要
青函トンネル非常時の旅客避難所および保線基地、トンネルの維持に必要な各種機械類の設置を目的とした「定点」として、北海道側の海底部（海面下149.5m）に設置された。
1988年（昭和63年）3月13日の海峡線（津軽海峡線）開業当初は吉岡海底駅（よしおかかいていえき）として、青森県側の竜飛海底駅（竜飛定点）とともに、海底駅見学整理券を持った見学者のみが利用できる駅として旅客営業も行われた。これは廃止されるまで、世界一低い位置にある鉄道駅であり、また北海道内最南端の駅でもあった。
旅客営業は北海道新幹線工事着工に伴い当駅を資材基地として使用するため、2006年（平成18年）3月18日のダイヤ改正をもってイベント開催時の臨時列車のみの停車となり、同年8月27日の臨時特急「ドラえもん海底列車」運行終了によって、吉岡海底駅見学コースも全面休止された。以降一部のイベントでの停車を除いて休止駅となっていたが、2014年（平成26年）3月15日のダイヤ改正をもって正式に廃止され、その後は純粋な保守・避難施設として運用されている。

## 歴史
- 1988年（昭和63年）3月13日：北海道旅客鉄道（JR北海道）海峡線（津軽海峡線）の開業に伴い、吉岡海底駅（よしおかかいていえき）として開業[1]。
  - 当時は一部の快速「海峡」のみ停車し、特急「はつかり」は通過していた。
- 1998年（平成10年）3月：津軽海峡線開業10年を記念してアニメ『ドラえもん』とのタイアップ企画を実施し、駅構内に同作品の展示スペース「ドラえもん海底ワールド」を設置（後述）。イベントは2006年まで継続。期間中は快速「海峡」を「ドラえもん海底列車」として運行。
- 2002年（平成14年）12月1日：東北新幹線の盛岡駅 - 八戸駅間開業に伴うダイヤ改正を実施。快速「海峡」が廃止され、津軽海峡線の普通列車が消滅したことに伴い、特急「白鳥」・「スーパー白鳥」（「はつかり」から改称）のみの停車となる[11]。
- 2003年（平成15年）7月19日：快速「海峡」に代わる「ドラえもん海底ワールド」アクセス列車として、当駅発着の臨時特急「ドラえもん海底列車」が運行開始[12]。
- 2006年（平成18年）
  - 3月18日：北海道新幹線工事のため、定期列車の停車がなくなる[5]。
  - 8月28日：北海道新幹線の工事のため、「ドラえもん海底ワールド」が終了し、臨時特急「ドラえもん海底列車」が運行終了。これに伴い臨時駅となる[6]。
- 2009年（平成21年）11月7日：JR北海道函館支社のツアーで列車が臨時停車[13]。
- 2012年（平成24年）
  - 9月15日：同支社のツアーで列車が臨時停車[14]。
  - 9月29日：同支社のツアーで列車が臨時停車[15]。
- 2013年（平成25年）3月23日：同支社のツアーで列車が臨時停車[16]。これが最後の停車となった。
- 2014年（平成26年）3月15日：吉岡海底駅が廃止[9]。
- 2016年（平成28年）
  - 2月19日：災害時の非常連絡手段としてNTTドコモが構内で携帯電話サービスを提供開始[17][18]。
  - 3月26日：北海道新幹線の新青森駅 - 新函館北斗駅間開業に伴い、当定点を含む海峡線の新中小国信号場 - 木古内駅間の82.1km区間[2]が三線軌条（標準軌1,435mm・狭軌1,067mm）による新幹線・在来線の共用区間となる。[19][20]。

## 駅構造
相対式ホーム2面2線を持つ地下駅であり、待避線などは設置されておらず、列車の待避などはできなかった。
本線に設置されていたプラットホームは在来線規格で、幅は84cmと非常に狭いものだった。これは、避難用に新幹線規格の状態で設置された従来のホームと在来線列車との間には隙間があり、在来線列車とホームの間で転落する危険があるとの判断から、海底駅見学開始時に運輸省からの指導によってその隙間を埋めるために設置されたものであった。駅の廃止後、新幹線車両の通過に支障するため、短縮された。

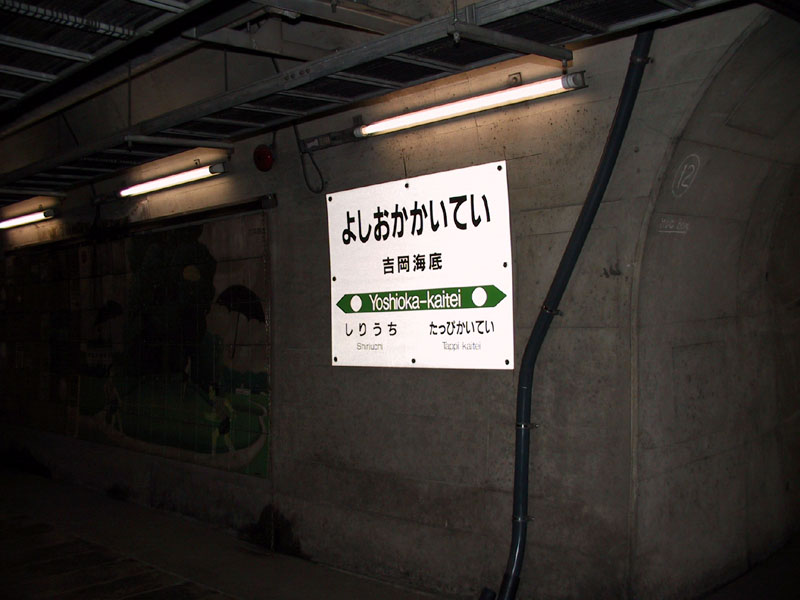
吉岡海底駅の駅名標（2002年7月16日）

## 駅周辺
横取基地
保守用車の待避・留置場所および資材の搬入口として造られた。
避難所
列車火災や停電などの際に旅客が一時的に避難する場所として設置され、約1,000人を収容可能である。300人が座れるベンチのほか、簡易トイレ、世界初となる海底公衆電話が設置されている。海底駅だった頃には、見学者向けに青函トンネルの概要や建設時の様子を伝えるパネルなどが設置されていた。
トンネルメモリアルパーク
青函トンネルの開通を記念して、福島町吉岡地区に建設された小さな公園。記念碑、建設に使用した車両が1両と起工式に用いられた石がある。また、竜飛崎を見渡すことができる。当駅は公園前に広がる海の下にある。
公園の裏手にある吉岡小学校付近には、当駅へつながる坑道がある。ただし、竜飛定点（道の駅みんまや・青函トンネル記念館）とは異なり体験坑道としての一般公開はされておらず、中に入ることはできない。
福島町青函トンネル記念館は福島町中心部にあるため、当公園や駅とは離れている。

## ドラえもん海底ワールド
1998年（平成10年）3月1日から、藤子・F・不二雄の漫画・アニメ『ドラえもん』とのタイアップ企画が実施された。イベント期間中は、吉岡海底駅に「ドラえもん海底ワールド」と銘打つ同作品の展示スペースが設置され、同駅に停車する快速「海峡」も「ドラえもん海底列車」として運行された。
2002年（平成14年）12月1日以降は快速「海峡」廃止の代替として特急「白鳥」・「スーパー白鳥」が吉岡海底駅に停車したほか、2003年（平成15年）7月19日から781系電車（6両編成）を改造した臨時特急「ドラえもん海底列車」が運行されるようになった。
前述2006年（平成18年）3月18日のダイヤ改正での見学コース中止に伴い、このタイアップ企画も同年8月27日をもって終了し、「ドラえもん海底列車」も同日をもって運行終了となった。
- 1998年（平成10年）度：青函トンネル開業10周年記念「ドラえもん海底列車」
- 1999年（平成11年）度：ドラえもん東宝映画化20周年記念「ドラえもんイベント'99」
- 2000年（平成12年）度：ドラえもん連載30周年記念「ドラえもんイベント2000」
- 2001年（平成13年）度：「ドラえもんイベント2001」
海底ワールドに、漫画『ドラえもん』の世界を再現したブースを設置。
- 2002年（平成14年）度：「ドラえもんイベント2002」
- 2002年（平成14年）度冬期：「冬のドラえもんイベント」[25]
快速「海峡」が2002年11月30日の運行を最後に廃止されたため、代替として特急「白鳥」・「スーパー白鳥」が吉岡海底駅に臨時停車した。
- 2003年（平成15年）度：「ドラえもんイベント2003」[26]
快速「海峡」に代わるアクセス列車として、臨時特急「ドラえもん海底列車」（781系・6両編成）運行開始。
- 2004年（平成16年）度：「ドラえもんイベント2004」[27]
海底ワールドにはがきを投函できる「海底駅ポスト」が設置された。
- 2005年（平成17年）度：「ドラえもんイベント2005」[28][29]
番組リニューアルに伴い、キャラクターの声優が交代。
- 2006年（平成18年）度：「ドラえもんイベント2006」[30][6]

## 隣の施設
北海道旅客鉄道（JR北海道）
 北海道新幹線（海峡線共用区間）
奥津軽いまべつ駅（海峡線は待避設備のみ）- （竜飛定点） - （吉岡定点） - （湯の里知内信号場） - （木古内分岐部） - 木古内駅